# Sushi Saitō
Sushi Saitō (jap. 鮨さいとう) ist ein Sushi-Restaurant in Tokio. Es war bis 2019 mit drei Michelin-Sternen ausgezeichnet. Seit 2020 wird es nicht mehr im Guide Michelin aufgeführt, da es als unmöglich betrachtet wird, dort eine Reservierung zu bekommen.

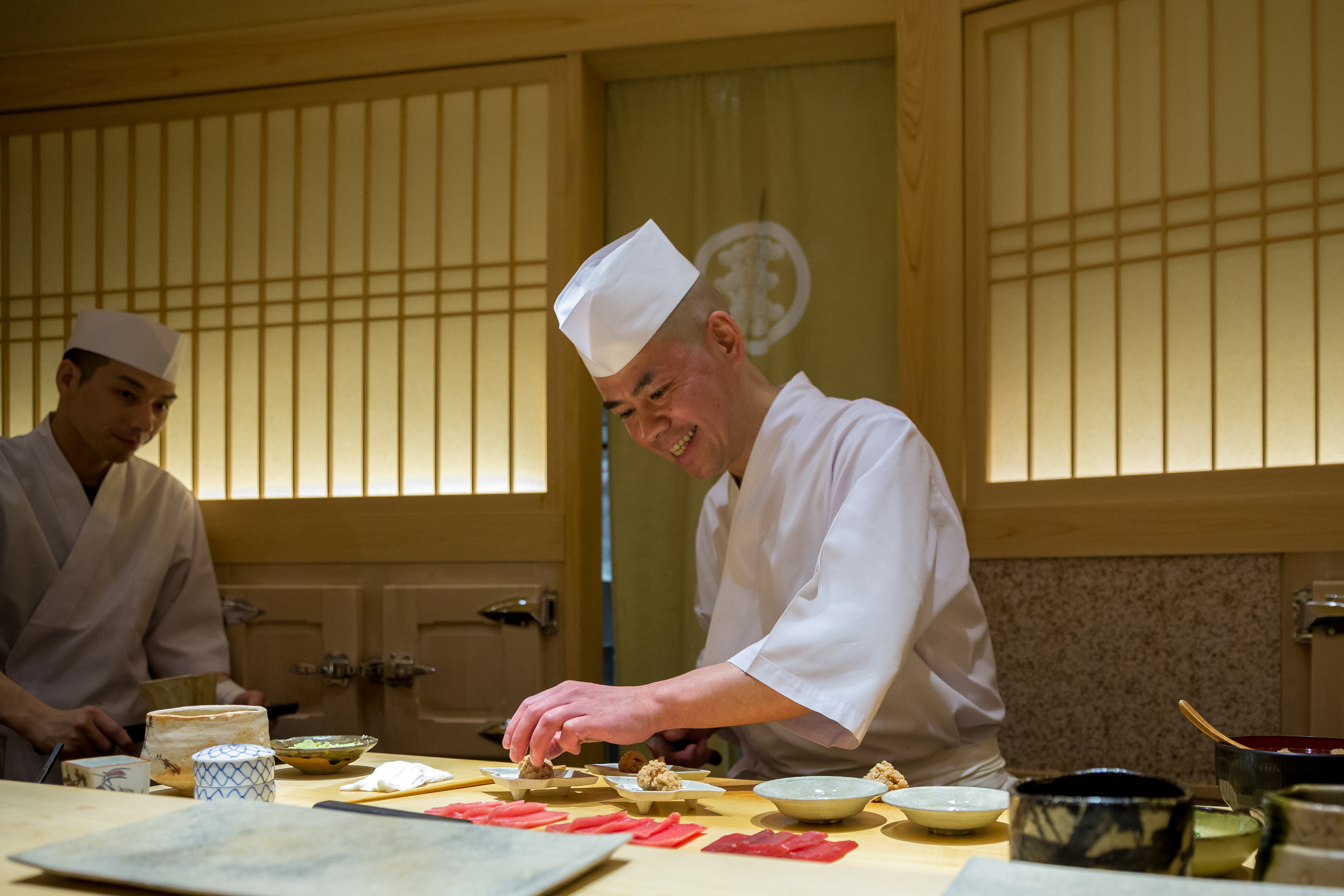
Takashi Saitō bei der Arbeit im Sushi Saitō im April 2017

## Das Restaurant
Das Sushi Saitō befindet sich im Erdgeschoss des Südturms der Ark Hills in Minato. Es verfügt über acht Sitzplätze, alle an der Bar mit Aussicht auf die Handarbeit des Kochs. Zudem gibt es einen zusätzlichen privaten Speisesaal mit sieben Plätzen und eigener Bar. Man betritt das Restaurant über die Parkhaus-Zufahrt. Es verfügt über keine Gästetoilette.
Eine Filiale eröffnete im April 2018 im Four Seasons Hotel in Hongkong unter Chefkoch Ikuya Kobayashi (小林 郁哉, Kobayashi Ikuya) und ist mit zwei Michelin-Sternen ausgezeichnet.

## Das Essen

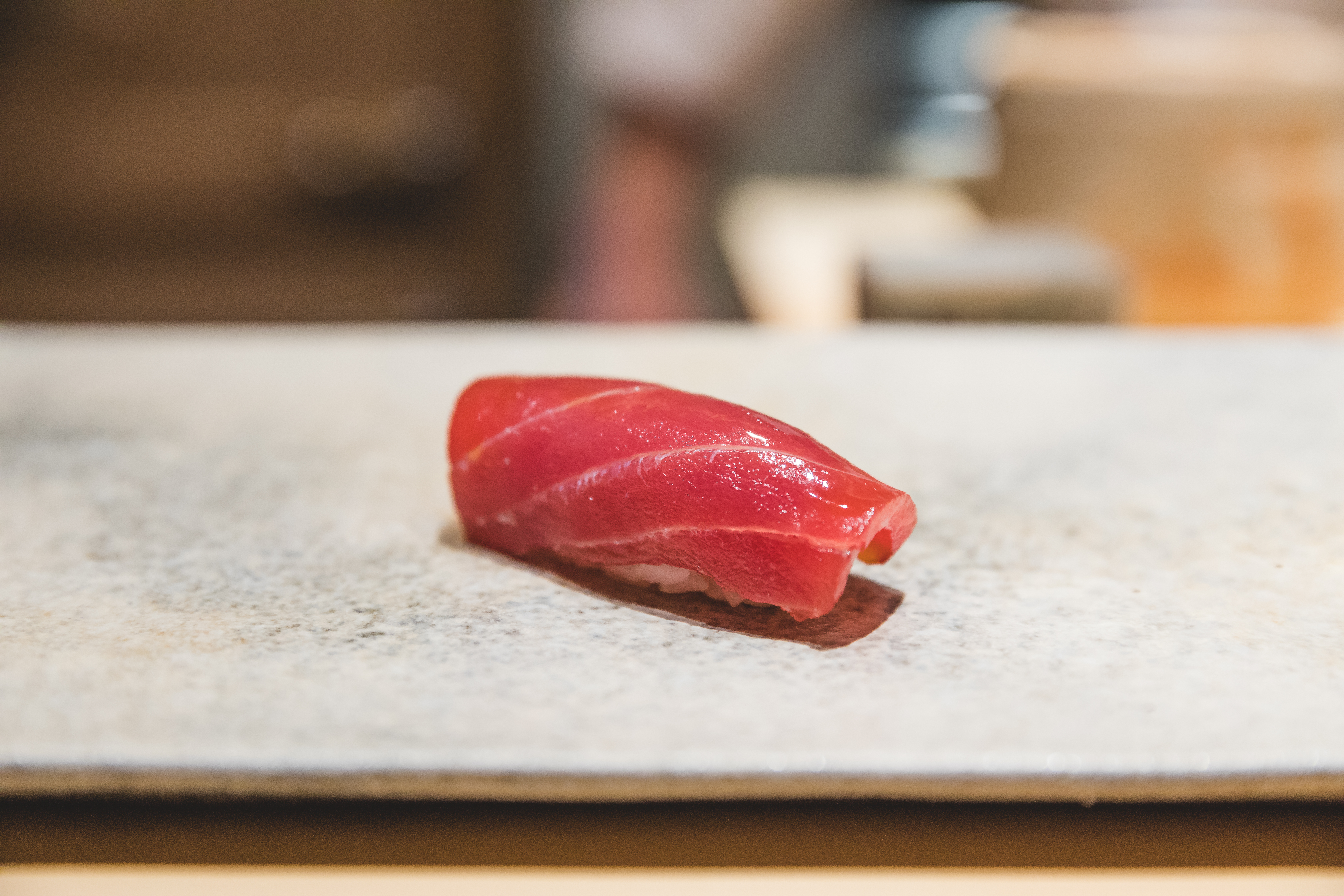
Ein O-toro nigiri im Sushi Saitō, bestehend aus dem fettigsten Bauchteil des Thunfischs auf einem Bett aus Reis

Chefkoch Takashi Saitō (齋藤 孝, Saitō Takashi; geboren 1972) fertigt Sushi im Edomae-Stil an. Er kauft morgens seinen Fisch auf dem Tsukiji-Fischmarkt. In einem Interview in dem Dokumentarfilm Foodies – The Culinary Jetset (2014) äußerte er, dass er nur Glied in einer Kette sei, die mit den Fischern anfange. Er müsse ebenfalls sein Bestes geben, da er die Leistungen dieser Menschen präsentiert.
Laut dem Restaurant Magazine serviere er kleinere Fischstücke als gewöhnlich und sein mit mildem rotem Essig zubereiteter Reis enthalte eine Spur mehr Salz.
Das Magazin bezeichnet das aus Tunfisch bestehende O-toro nigiri als sein bestes Gericht.
Ein Mittagessen kostete 2018 zwischen 5.400 und 16.200 Yen, Stand 21. März 2025 umgerechnet circa 34 bis 101 Euro; ein Abendessen kostet 21.600 Yen, circa 134 Euro.

## Auszeichnungen
Seit 2009 wird das Sushi Saitō im Guide Michelin mit drei Sternen ausgezeichnet.
Im Jahr 2017 nahm es Platz 26 auf der Liste des Restaurant Magazines über die 50 besten Restaurants Asiens ein.